# 東方公教會
《東方公教會》（拉丁語：Orientalium Ecclesiarum）法令為梵蒂岡第二屆大公會議所發布的文獻之一，其正式名稱依照聖座文件的命名慣例取用其拉丁原文的首二個單詞來為該文件命名為「Orientalium Ecclesiarum」， 中文直譯為“東方教會”。東方公教會顧名思義指的就是東儀天主教會，此文獻主要是介紹東儀天主教會的特有傳統，並確保他們在天主教會內的自主權。
此文獻的前身是《東方禮教會》草案，在第三期會議期間於1964年10月15日提出給大會討論，在20號獲得通過，且於21日由教宗保祿六世公布。在這討論期間為了尊重東正教等沒有歸屬於天主教的東方禮儀教會，所以更名為《東方公教會》法令。

## 簡介
文獻分為開頭的緒言，說明該文獻提到的規範是為了保存東方教會的豐富傳統而設的。主體的六個章節，先是介紹東方禮儀教會，之後則強調保存東方教會的傳統之重 要性。並且從宗主教的權威，東方禮的聖事和禮儀節慶的定立說明保存其傳統的方式。最後一章則是討論到與非天主教的東方禮教會的往來方式。最後結語則說明此 文獻所提及的規範為東西教會完全弭平之間的分裂前的暫時規範。
文件開頭直接稱揚東方禮教會保存了從教父們傳承下來的宗徒傳統，而這些傳統也是整個教會的寶藏之一。為了表示梵二會議對東方禮教會的關懷，因此在保留給教宗和各東方教會會議的裁量範圍外，訂立了幾項規範來保障他們的權益。

### 〈論個別教會或禮儀〉
此一章節介紹了東方禮教會，並說明由於各東儀天主教會與整個教會的共融，因此各教會間的差異並不影響教會的合一。而且各個別教會在同樣接受教宗的管理下，其地位也是相同的。
並且各自主教會為了各地的信眾的需求，也可在各地成立自身禮儀的堂區或聖統。不過在同一地區的各禮儀教會都因定期交流，保持合作。而從屬各禮儀聖統的神職人員以至於信徒都應獲得該禮儀所需的訓練與教育。而從其他禮儀改宗到天主教的信徒應當保存所屬禮儀的傳統。

### 〈論保存東方教會的精神祖產〉
此章強調了保存東方禮儀教會的傳統之重要性。聲明各東方禮教會都有如同拉丁禮教會保存其傳承的權利與義務。除了為教會的進步發展有必要外，才能變更這些傳統。而在此之前在沒特殊原因，只是受到時局影響所變更的也該適時恢復。
而在另一方面，梵二大公會議也要求因職務而常需與東方教會接觸的教會人士，應該熟悉所接觸的東方教會的傳統並予以尊重。而在東儀天主教會地區內活動的拉丁禮修會也該適時建立東方禮會院或會省。

### 〈論東方宗主教〉
此章介紹了在東方禮教會內佔有重要角色的各個宗主教的定位，宗主教在傳統上享有所轄地區內的所有主教的統轄權，以及神職人員與平信徒們的管理權。此權威也拓及在外地所設立的該禮儀的團體。而各宗主教除了名譽性質的順位外，其地位是平等的。
同時梵二大公會議宣布，將藉由此法案在符合時代情況下恢復各個東儀天主教的宗主教們因傳承而該有的權威。而此權利的享有者也包括管理各東方禮教會的各位大總主教。同時梵二大公會議也宣布在必要時候可由教宗或是之後的大公會議來建立新的宗主教聖統。

### 〈論聖事紀律〉
該章節說明了各東儀天主教會在聖事舉行上的權利。以及與拉丁禮天主教會在互相行使聖事時的有效性。
首先承認依照東方傳統上，只要是使用宗主教或主教祝聖的聖油，那麼東儀天主教的司鐸們就享有施予堅振聖事的權利。在拉丁禮教會此權利只保留給主教，以及獲得主教依例特許施予的神父。不論是東方禮或是拉丁禮的神父施予其他禮儀的信徒的聖洗或是堅振聖事都有效，只是施行時要考慮對對方禮儀的尊重，以及不予教會法或是特別法衝突。
在和好聖事方面，不管是哪個禮儀的神父，只要在所在教區主教沒特別限制的情況下，都能聆聽所有天主教徒的告解。聖秩聖事方面，梵二會議表達對於恢復終身執事制度的關切。並且表示各級神品的定立保留給各禮儀教會的立法機構。
至於東儀天主教教徒與非天主教基督徒之間的婚姻，只要是正當接受神父的施禮，則此婚姻則有效。

### 〈論敬禮天主〉
此章節主要是討論教會禮儀節期的規範，對於各東方教會通同的慶節，其廢立權只保留給教宗與大公會議。而各東儀天主教會本身特有的慶節。除教宗的裁決權外，則是由所轄的宗主教或總主教的會議管理。對於復活節，梵二大公會議則提出訴求，要求各個教會能經過協調後，訂立同一天舉行。在其他禮儀教會的地區內居住的 教友們可以依循當地教會的規定參與慶節。
對於東方教會特有的讚頌天主典禮，則同意東儀天主教的神父舉辦，並鼓勵信徒參與。
至於各禮儀教會在外地的團體，使用當地語言舉辦聖事的決定權則交給各宗主教與其會議裁決，並且呈報給教宗知曉。

### 〈論與分離弟兄交往〉
最後梵二大公會議談及東儀天主教會以外的東方教會，首先說明與其來往要秉持著同一次大公會議所發布的〈大公主義〉法令的原則與之友善來往，並促進合一。
而討論到從東方禮教會改宗到天主教的人士，梵二大公會議表示「除了單純的承認公教信仰以外，不得有其他要求。」而如果改宗者是東方禮教會的神職人員，則可以在符合教會法的情況下執行聖事。
此外大公會議也表示，若一位東方教會的成員若對天主教保持友善態度，則也可以領受天主教的神職人員施以的告解、聖體、病人傳油聖事。同樣的天主教的信眾在特殊情況也可向東方教會的神父領受聖事。

### 〈結語〉
結語特別說明以上的規範僅是在東西教會完全和好如初前的暫時之舉，並鼓勵信眾多為雙方的合一祈禱。

## 背景
早期基督教團體依地區分布而有過五大牧首（宗主教）時代，分別是羅馬、君士坦丁堡、耶路撒冷、亞歷山大港以及安提克。其時羅馬帝國分為東西二部，於是這些教會也因此而有了東西之分，西方的羅馬主教成為了天主教教宗的前身，而由於地域的分隔導致的隔閡，以及對於教會治權的看法不同，最後導致了羅馬帝國基督教的東西教會間互相對峙，最後因為和子說導致了東西教會大分裂。西方的成為了基督公教會也就是天主教會，東方的以君士坦丁堡宗主教為首，形成了基督正教會，也稱之為東正教會。
除此之外亦有受到以弗所大公會議和迦克墩大公會議的影響導致了聶斯托里派和一性論派的分離，加上原先獨立在羅馬帝國外發展的亞美尼亞使徒教會等，形成了多元且不互相統屬的東方諸教會。
後來聖座與這些東方教會有所接觸，部分教會領袖則選擇帶領信眾加入天主教，或以天主教的立場稱之為回歸。這些各有特色的教會在改宗天主教後，被允許保留自身的傳統，因而形成了東儀天主教會，或稱之為東方公教會。
在梵二大公會議上，這些東方公教會的權益成為議題之一，於是此類意見被整合成了《東方公教會》法案。

## 外部連結
- 《東方公教會 （页面存档备份，存于）》法令，由台灣主教團秘書處譯為中文